# Enix (Almería)
Enix es una localidad y municipio español situado en la parte nororiental de la comarca del Poniente Almeriense, en la provincia de Almería, comunidad autónoma de Andalucía. A orillas del mar Mediterráneo y sobre la sierra que lleva su nombre, este municipio limita con los de Roquetas de Mar, Vícar, Felix, Instinción, Bentarique, Terque, Alhama de Almería, Santa Fe de Mondújar, Gádor y Almería. Cuenta con una población de 598 habitantes (INE 2024).

## Toponimia
Procede del íbero ain-ix, que significa cima quemada.

## Geografía física

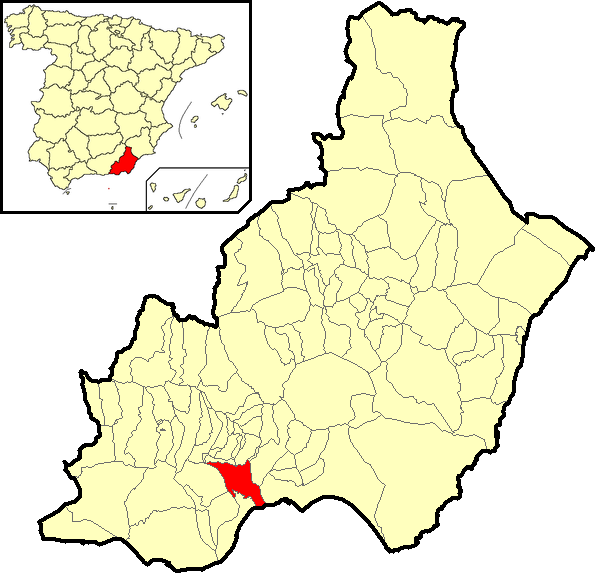
Extensión del municipio en la provincia de Almería

Integrado en la comarca de Poniente Almeriense, se sitúa a 26 kilómetros de la capital provincial. El término municipal está atravesado por la autovía del Mediterráneo (A-7) entre los pK 434 y 436, por la carretera nacional N-340a, paralela a la anterior, y por la carretera autonómica A-391, que permite la comunicación entre Alhama de Almería y Roquetas de Mar. 
El relieve del territorio es bastante accidentado hasta prácticamente el nivel del mar, estado integrado en la cara meridional de la sierra de Gádor, en la zona correspondiente a la sierra de Enix. La altitud oscila entre los 1499 metros (pico Molinero, en el corazón de la sierra de Gádor) y el nivel del mar en la playa del Palmer. El pueblo se alza a 711 metros sobre el nivel del mar.
| Noroeste: Instinción y Felix      | Norte: Terque (exclave) y Alhama de Almería | Nordeste: Santa Fe de Mondújar y Gádor |
| Oeste: Felix                      |                                             | Este: Gádor y Almería                  |
| Suroeste: Vícar y Roquetas de Mar | Sur: Mar Mediterráneo                       | Sureste: Almería y Mar Mediterráneo    |

### Hidrografía
Las calizas y dolomías de la sierra de Gádor constituyen un acuífero de excepcional importancia para el desarrollo del sector, debido a sus condiciones o propiedades hidráulicas que conllevan, grado extremo de fracturación y brechificación, alto grado de permeabilidad, gran superficie de alimentación, grandes potencias originando espesores saturados considerables, estructura de gravedad, en escalón, mediante fallas normales provocando el hundimiento de la Sierra bajo los materiales neógenos y cuaternarios que forman el Campo de Dalías, actualmente máximo exponente de desarrollo agrícola de cultivos "forzados" en Almería. La superficie ocupada por el manto de cabalgamiento de Felix, presenta un interés muy reducido desde el punto de vista hidrogeológico. En las inmediaciones de Enix la unidad cabalgante ocupa un isleo tectónico casi semicircular, retocado por fallas normale , representado por una base filítica con espesores muy variables, a veces superiores a 300 metros, y por una cobertera carbonatada con varios afloramientos fracturados, en parte desconectados, con profundidades inferiores a 100 metros y posiblemente desdoblados en pequeñas escamas con intercalaciones filíticas en el área de La Ventilla, en conjunto no superior a los 4 km². Son numerosos los puntos de surgencia, siempre relacionando el contacto del paquete carbonatado con las filitas de base y a distinta cota. Actualmente, en su mayoría, están secos conservando parte del caudal las galerías que se encuentran a cota más baja, como la galería de Miralles, a cota de 875 m s. n. m., con un caudal de 0,8 L/s, y la fuente
pública del lavadero, situada a una cota de 720 m s. n. m., con un caudal de 0,2 L/s. En la zona alta del afloramiento se encuentra el manantial que abastece a la barriada de El Marchal, con un caudal de 0,5 L/s y a una cota de 900 m s. n. m.; la galería del Chortal, con una cota de 980 m s. n. m., que es propiedad del Ayuntamiento de Enix, y donde en verano el nivel freático queda por debajo de la galería, por lo que se realizó un sondeo cercano.

### Riesgos naturales
El municipio de Enix todavía no cuenta con un PTEL que cumpla con la Ley 5/2010 sobre autonomía local.

## Naturaleza

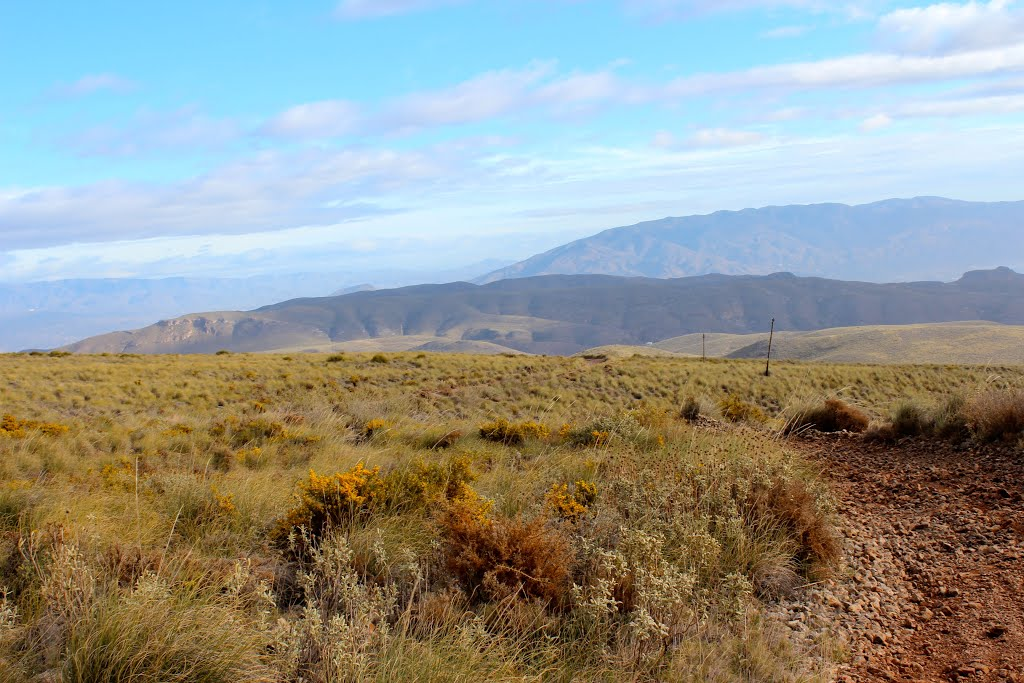
Sierra de Enix

Se encuentra en la sierra de Gádor que es una Zona de Especial Conservación de Andalucía (ZEC).
Los acantilados de Aguadulce a Almería sobre el mar Mediterráneo. Por su estado natural y por su posición territorial son áreas protegidas por el POTPA (Plan de Ordenación del Territorio del Poniente de Almería).
Se puede hacer la ruta de senderismo PR-A-120 de Enix a Almería.
También se puede recorrer la Cañada Real de sierra de Gádor desde la balsa de la Chanata, donde lindan los municipios de Enix, Felix, Terque, Instinción y Bentarique, al Cortijo de la Zarba.

### Playa de El Palmer
La playa de El Palmer se encuentra a los pies de los acantilados formados por la Sierra de Gádor entre Aguadulce (antiguamente perteneciente al municipio de Enix) y Almería capital, recorridos por la carretera nacional N-340a (conocida como El Cañarete). La playa cuenta con una longitud de 700 metros.

## Historia
No se han encontrado restos arqueológicos que den fe de la historia más antigua de Enix. El primer registro que se tiene de la zona data del año 1409, con la construcción de la fuente que todavía hoy sigue activa, y que surte de agua potable al pueblo y al lavadero que se sitúa a escasos metros, e incluso ha sido comercializada en lugares aledaños.
En la Edad Media pertenecía a la Taha de Almexixar (Felix).
Tras la guerra de Granada, los terrenos de Enix, Felix y Vicar se entregan a la jurisdicción de la ciudad de Almería. Sin embargo, en 1505 pasan a Alonso Núñez de Madrid de la Chancillería de Granada que fundaría sobre estos terrenos el mayorazgo que daría lugar en el siglo XVIII al Marquesado de Casablanca, cuyo nombre hace referencia al cortijo de Casablanca de Vícar.
Las repoblaciones del siglo XVI no se hicieron de manera satisfactoria por la amenaza de los piratas berberiscos, el problema monfí y el desarme de la población, por lo que esta comarca permaneció despoblada. 
Durante el siglo XIX se localizaron explotaciones mineras de plomo tanto en la sierra de Gádor como en las Alpujarras. Se trataba de pequeñas explotaciones de propiedad local y con escasos medios productivos y mano de obra poco cualificada. En 1836 llega el final de estas explotaciones con el agotamiento de las balsas más superficiales así como la caída de los precios.

## Geografía humana

### Organización territorial
Además de la cabecera municipal, Enix cuenta también con varias entidades de población según el nomenclátor publicado por el Instituto Nacional de Estadística: El Marchal de Antón López y El Palmer.

### Demografía
Cuenta con una población de 598 habitantes (INE 2024).
| Gráfica de evolución demográfica de Enix entre 1842 y 2021 |
| |
| Población de derecho según los censos de población del INE. Población de hecho según los censos de población del INE.En este censo se denominaba Enix y Marchal: 1842. |

### Población por núcleos
Desglose de población según el Padrón Continuo por Unidad Poblacional del INE.
| Núcleos                                     | Habitantes (2014) | Varones | Mujeres |
| ------------------------------------------- | ----------------- | ------- | ------- |
| El Marchal de Antón López o Marchal de Enix | 70                | 42      | 28      |
| El Palmer                                   | 35                | 15      | 20      |
| Enix                                        | 335               | 195     | 140     |

### Comunicaciones
Por carretera: salida por la A-3402 a la A-391 hasta la A-7. Distancias: Almería (30 min), Roquetas (30 min), El Ejido (40 min). 
El Palmer se encuentra en la N-340a
En Autobús: M-302 a Enix desde Almería por el Parador de las Hortichuelas y M-330 a El Palmer.

### Economía

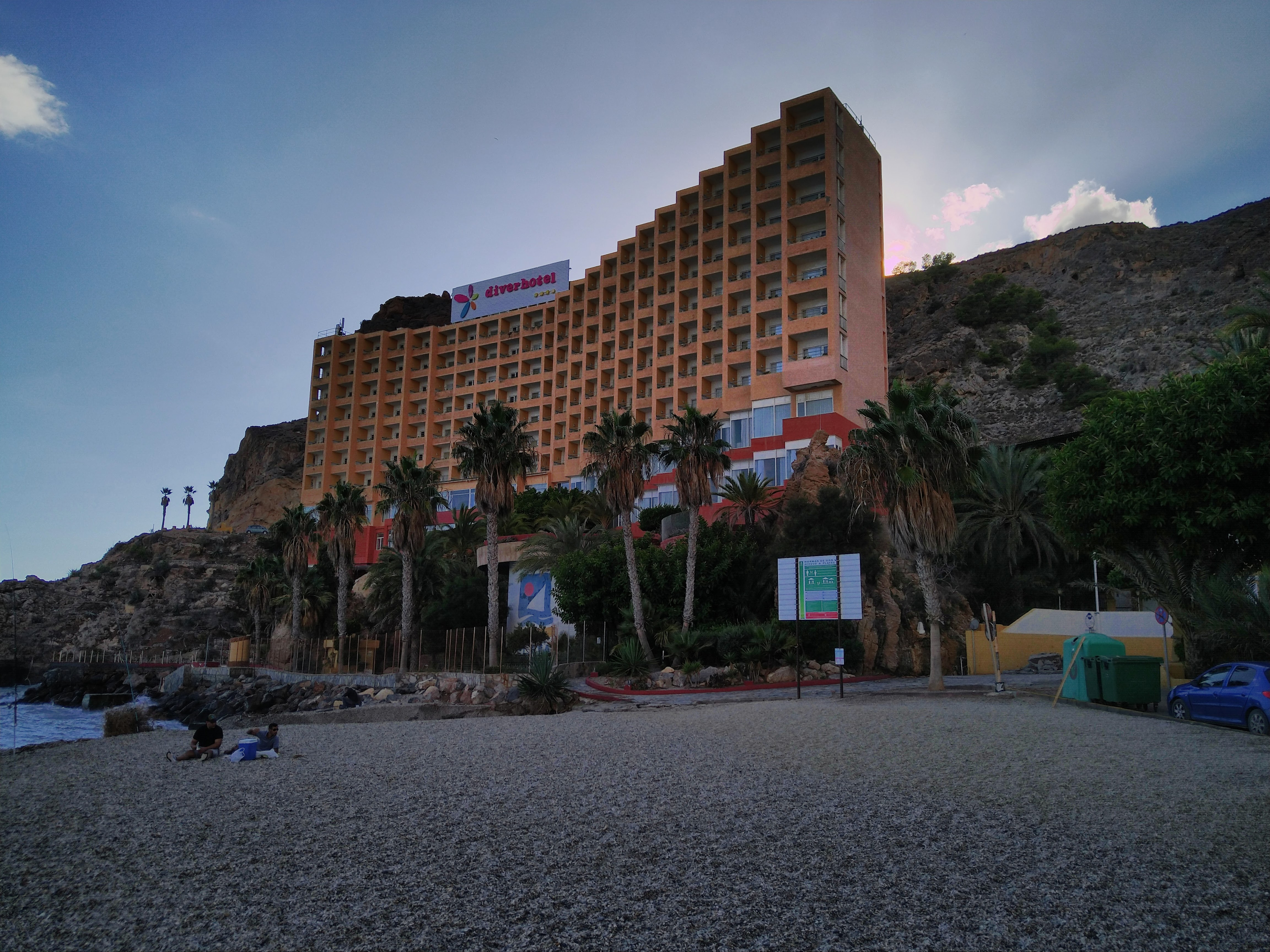
Costa de El Palmer

El sector primario es el que más población y riqueza genera en explotaciones situadas en el Poniente Almeriense. Además hay explotaciones vinícolas con la denominación vino de la tierra Ribera del Andarax.
En el sector de la producción de energía cuenta desde 1997 con el parque eólico de Enix. 
Destaca el sector de la restauración al contar con restaurantes de comida tradicional, destacando las migas.

#### Evolución de la deuda viva
El concepto de deuda viva contempla sólo las deudas con cajas y bancos relativas a créditos financieros, valores de renta fija y préstamos o créditos transferidos a terceros, excluyéndose, por tanto, la deuda comercial.
| Gráfica de evolución de Deuda viva del Ayuntamiento de Enix entre 2008 y 2019                                |
| |
| Deuda viva del Ayuntamiento de Enix en miles de Euros según datos del Ministerio de Hacienda y Ad. Públicas. |

La deuda viva municipal por habitante en 2014 ascendía a 193,11 €.

## Política
Los resultados en Enix de las últimas elecciones municipales, celebradas en mayo de 2019, son:
| Elecciones Municipales - Enix (2019) | Elecciones Municipales - Enix (2019)     | Elecciones Municipales - Enix (2019) | Elecciones Municipales - Enix (2019) | Elecciones Municipales - Enix (2019) |
| Partido político                     | Partido político                         | Votos                                | %Válidos                             | Concejales                           |
| ------------------------------------ | ---------------------------------------- | ------------------------------------ | ------------------------------------ | ------------------------------------ |
|                                      | Partido Popular (PP)                     | 201                                  | 74,72%                               | 6                                    |
|                                      | Partido Socialista Obrero Español (PSOE) | 60                                   | 22,30%                               | 1                                    |

### Administración
| Periodo   | Nombre                                                                                  | Partido                     |
| --------- | --------------------------------------------------------------------------------------- | --------------------------- |
| 1979-1983 | Antonio Martínez Fernández                                                              | UCD                         |
| 1983-1987 | Antonio Martínez Fernández                                                              | Alianza Popular             |
| 1987-1991 | Antonio Martínez Fernández                                                              | Partido Demócrata Popular   |
| 1991-1995 | Antonio Martínez Fernández                                                              | PP                          |
| 1995-1999 | Antonio Martínez Fernández                                                              | PP                          |
| 1999-2003 | Antonio Martínez Fernández                                                              | PP                          |
| 2003-2007 | Francisco Rafael Amate González (2003-2005) Luis Francisco Paniagua Tortosa (2005-2007) | GIAL PSOE                   |
| 2007-2011 | José Arcos López                                                                        | PP                          |
| 2011-2015 | Francisco Rafael Amate González(2011-2012) José Arcos López (2012-2015)                 | PP Grupo Independiente Enix |
| 2015-2019 | Álvaro Izquierdo Álvarez                                                                | PP                          |
| 2019-2023 | Álvaro Izquierdo Álvarez                                                                | PP                          |
| 2023-act. | Álvaro Izquierdo Álvarez                                                                | PP                          |

## Servicios públicos

### Educación
El municipio cuenta con un colegio público rural, el CPR San Roque, con sede en Felix, y que ha reabierto en 2023 tras 36 años cerrado por falta de alumnos.

### Sanidad
El municipio cuenta con un consultorio, dependiente del Hospital de Poniente-El Ejido, que da servicio solamente los lunes, miércoles y viernes.

## Cultura

### Patrimonio

#### Iglesia parroquial San Judas Tadeo
Esta construcción mudéjar es la más singular y relevante de Enix. La iglesia primitiva debió erigirse tras la capitulación del Reino de Granada en 1492 bajo la advocación de Santa María de la Encarnación. Sin embargo, durante la guerra de los moriscos (1568-1571) sufrió importantes daños pues, según el historiador Padre Tapia, se encontraba “toda hundida, si no es un poco de hacia el altar mayor, que era de tierra y madera y los arcos de yeso y ladrillo”.
En los años posteriores Enix quedó despoblado, al ser concentrada la población de la taha en Felix. Con el regreso de los repobladores al lugar, la iglesia debió reconstruirse por iniciativa del obispo Portocarrero durante el primer tercio del siglo XVII.
A inicios del XVIII, bajo el pontificado de Orueta, se acometió una remodelación que incorporó sus portadas, y cuyos gastos en 1704 ascendieron a 22.132 reales. Testimonio de la intervención de ambos prelados son sus escudos.
Sería en el Barroco cuando el templo cambió de titular, que pasó a ser la Virgen del Rosario, aunque en un momento indeterminado también adoptó el título de San Judas Tadeo, patronos ambos del municipio.
En las distintas restauraciones posteriores del paramento exterior, se han conservado los esgrafiados con esquematizaciones de corazones, hojas, peces y gotas, así como algún que otro grafiti con la estrella de Salomón.
De planta de cajón rectangular, la iglesia está cubierta por una armadura de limabordón con decoración de lazo y, a sus pies, destaca un coro de madera.
La talla de la Virgen del Rosario que preside el altar mayor, una de las más bellas del obispado almeriense, es la que, según tradición popular, estuvo en la nave de don Juan de Austria en Lepanto. Al exterior, el elemento más destacable es su torre campanario, que posiblemente tendría un carácter defensivo, algo que caracteriza a los edificios religiosos del siglo XVI cercanos a la costa. Sus muros de mampostería reforzados en las esquinas por sillares de piedra, contrastan con el cuerpo de campanas que, seguramente, fue reconstruido tras los destrozos ocasionados por la tormenta eléctrica que en octubre de 1891, según la prensa de la época, dejó la torre "en inminente peligro de ruina". Poco conocida, esta torre fuerte constituye un magnífico ejemplo de transición entre las construidas antes de la rebelión morisca y las de la segunda mitad del XVII.

### Patrimonio Histórico Andaluz
- Ver catálogo

### Otros Puntos de Interés
- Minería: El Marchal de Antón López destaca la Mina del Carmen.
- Necrópolis Quebrada del Risco.[21]

## Deporte

### Eventos deportivos
En Enix se celebra anualmente la Rallycrono Subida a Enix.